# A Doctor's Diary
A Doctor's Diary is een Amerikaanse dramafilm uit 1937 onder regie van Charles Vidor.

## Verhaal
Dokter Daniel Norris en enkele andere artsen weigeren een patiënte te opereren, omdat haar behandelende arts te laat is. Zuster Ruth Hanlon beschuldigt hen daarom van nalatigheid, hoewel ze weet dat het tegen de regels is om de patiënt van een andere arts te behandelen zonder diens toestemming. Dokter Norris ziet zich daarom genoodzaakt om Ruth te ontslaan.

## Rolverdeling
| Acteur          | Personage           |
| --------------- | ------------------- |
| George Bancroft | Dr. Clem Driscoll   |
| Helen Burgess   | Ruth Hanlon         |
| John Trent      | Dr. Dan Norris      |
| Ruth Coleman    | Catherine Stanwood  |
| Ronald Sinclair | Michael Stanwood    |
| Molly Lamont    | Mevrouw Fielding    |
| Sidney Blackmer | Dr. Anson Ludlow    |
| Charles Waldron | Dr. Ellery Stanwood |
| Frank Puglia    | Louie               |
| Milburn Stone   | Fred Clark          |
| Sue Carol       | Mevrouw Mason       |